# Tridenchthonius serrulatus
Tridenchthonius serrulatus es una especie de arácnido del orden Pseudoscorpionida de la familia Tridenchthoniidae.

## Distribución geográfica
Se encuentra en Costa de Marfil y Nigeria.